# Powrót z Carskiego Sioła
Powrót z Carskiego Sioła – zbiór opowiadań Władysława Lecha Terleckiego z 1973 roku. Książka należy do cyklu utworów tego pisarza o powstaniu styczniowym. 

## Zawartość zbioru[2]
- Zamach
- Powrót z Carskiego Sioła
- Pożegnanie
- Kapitulacja
- Przerwa w podróży
- Spowiedź
- Spotkanie
- Na Smolnej
- Liść